# 福岡県道278号払川折尾線
福岡県道278号払川折尾線（ふくおかけんどう278ごう はらいかわおりおせん）は、福岡県北九州市若松区から北九州市八幡西区に至る一般県道である。

## 概要
北九州市若松区大字払川から北九州市八幡西区本城1丁目に至る。
全線で道幅が狭く、離合ができない区間が多い。八幡西区大字本城で双方向への一方通行区間があり、どちらから進んでも全線走破は不可能である。

### 路線データ
- 起点：福岡県北九州市若松区大字払川（払川交差点、福岡県道26号北九州芦屋線交点）
- 終点：福岡県北九州市八幡西区本城1丁目（国道199号交点）

## 路線状況
北九州学術研究都市第二期整備事業による区画整理に伴い、起点の払川交差点から江川までの約60 mを残して江川から八幡西区本城学研台までの区間の供用が廃止され、路線が分断された。

### 道路施設

#### 橋梁
- 払川橋（江川、北九州市若松区）

## 地理

### 通過する自治体
- 北九州市（若松区 - 八幡西区）

### 交差する道路
| 交差する道路             | 市町村名 | 市町村名 | 交差する場所 | 交差する場所      |
| ------------------------ | -------- | -------- | ------------ | ----------------- |
| 福岡県道26号北九州芦屋線 | 北九州市 | 若松区   | 大字払川     | 払川交差点 / 起点 |
| 国道199号 / 本城バイパス | 北九州市 | 八幡西区 | 本城3丁目    | 本城3丁目交差点   |
| 国道199号                | 北九州市 | 八幡西区 | 本城1丁目    | 終点              |

### 沿線
- 北九州市本城公園
- 北九州市立本城小学校
- 本城浄水場
- 八幡電機精工